# 앙골라털박쥐
앙골라털박쥐(Cistugo seabrae)는 털박쥐과에 속하는 박쥐의 일종이다. 앙골라와 나미비아 그리고 남아프리카공화국에서 발견된다. 뜨거운 사막 지역에서 서식한다.